# Телъс Интернешънъл
„Телъс Интернешънъл“ (на английски: Telus International) е канадско предприятие за аутсорсинг на бизнес процеси със седалище във Ванкувър.
Създадено е през 2005 година като подразделение на телекомуникационната компания „Телъс“, а от 2021 година е публична компания с акции, търгувани на Нюйоркската и Торонтската борса. Основната му дейност е предоставянето на услуги на колцентрове, разположени в около 20 страни по света. Едно от подразделенията му е българското „Телъс Интернешънъл Европа“.